# Le Sens du passé
Le Sens du passé (The Sense of the Past) est un roman inachevé d'Henry James, publié à titre posthume en 1917, un an après le décès de l'auteur.

## Résumé
Ralph Pendrel, un jeune New-Yorkais, est transporté à Londres au XVIIIe siècle, au temps de la Révolution américaine, et rencontre un ancêtre éloigné.

## Adaptations
- Berkeley Square, film américain de Frank Lloyd, sorti en 1933.
- Le Grand Choc (The House in the Square), film fantastique britannique réalisé par Roy Ward Baker et sorti en 1951.